# Gustaw Frieman
Gustaw Narcyz Frieman (ur. 29 października 1842 w Lublinie, zm. 26 września 1902 w Odessie)  – polski skrzypek, kompozytor i pedagog szwedzkiego pochodzenia.

## Życiorys
Pochodził ze szwedzkiego rodu osiadłego w Polsce na początku XIX wieku. Studiował grę na skrzypcach u Stanisława Serwaczyńskiego w Lublinie. 
Od 1862 (lub 1864) do 1865 studiował w Konserwatorium Paryskim u Lamberta Massarta, gdzie zdobył główną nagrodę i złoty medal. Studiował także kompozycję u Philippa Rüfera w Berlinie .
Karierę wirtuoza skrzypiec rozpoczął w 1866, koncertując w Brukseli, Dreźnie, Wiedniu i Lwowie. W Warszawie zadebiutował w 1867, a następnie koncertował tam do 1899. Występował także w Poznaniu (1867), Krakowie, Wilnie, Lublinie (1869, 1875–1877), Berlinie (1872), Kijowie (1880, 1884), Sankt Petersburgu (1882), a następnie dał około 40 koncertów na południu Rosji (1888) .
W latach 1887–1888 był profesorem skrzypiec w Instytucie Muzycznym w Warszawie, a od 1889 zajmował to samo stanowisko w Konserwatorium w Odessie, gdzie był także dyrektorem(1888) . Pełnił funkcję honorową jako solista i kameralista na dworach austriackim i perskim, a także w Hesji .
Był powszechnie uznanym w Europie interpretatorem koncertów skrzypcowych Mendelssohna, Spohra, Rode’a, Vieuxtempsa i Schumanna. Często wykonywał muzykę Wieniawskiego, której wpływ jest widoczny w kompozycjach Friemana. Jego styl gry cechowała błyskotliwa technika i doskonałe brzmienie oraz muzykalność i temperament typowe dla szkoły francuskiej. 
Komponował głównie raczej łatwe miniatury salonowe na skrzypce .
Zmarł w Odessie 26 września 1902 (niektóre źródła podają błędne daty – 28 lub 30 września). Spoczął na cmentarzu ewangelicko-augsburskim w Warszawie (aleja 64, miejsce 1).

## Kompozycje
- Kołysanka
- Kujawiak, op. 6
- Romance, op. 14
- Tańce góralskie, op. 19